# Таловка (приток Самуськи)
Таловка — река в Томском районе Томской области России. Устье реки находится в 44 км от устья по левому берегу реки Самуська. Длина реки составляет 11 км.

## Наименование
Наименование нескольких речек Таловка на территории Томского района происходит от старинного русского обозначения сезонных речек и ручьёв, разливающихся в реки лишь при стекании в них весенних талых вод.

## Общие сведения
Протекает в северной части Томского района, исток которой начинается в 3…4 км ю-з от урочища Рогоженка (по есть от места моста через р. Таловку автомагистрали «Самусьский тракт»). Половина водотока реки течёт в северо-восточном направлении к деревне Наумовка, затем следующая половина реки течёт в северном направлении.
Водоём относится к Верхнеобскому бассейновому округу (водный бассейн Томи и Оби).
Общая протяжённость реки от истока до устья составляет около 11 км.
Речка является левым притоком реки Самуськи — правого притока большой реки Томи (Обской бассейн).
Устье речки находится в 1,5 км юго-восточнее центра дер. Георгиевка (прямая от центра селения до устья Таловки пересекает при этом русло ещё одной речки — Кантес, которая является правым притоком Самуськи: следующий, после Таловки, приток). Устье р. Таловки приходится на 44-й км русла реки Самуськи.
Весь водоток этой речки Таловка находится на территории Наумовского сельского поселения.

## Данные водного реестра
По данным государственного водного реестра России относится к Верхнеобскому бассейновому округу, водохозяйственный участок реки — Томь от города Кемерово и до устья, речной подбассейн реки — Томь. Речной бассейн реки — (Верхняя) Обь до впадения Иртыша.

## Окрестности
Непосредственно на реке расположена деревня Надежда. В окрестностях реки также находятся село Наумовка, деревни Михайловка и Георгиевка. В период с середины XIX века и до 1940-х гг. здесь также располагались деревни Васильевка (между Надеждой и Георгиевкой) и Рогоженка (у Самусьского тракта).
Недалеко от истока находятся канализационные очистные сооружения, полигон токсичных промышленных отходов и золоотвал ТЭЦ-3.